# Касань-Бегонес
Каса́нь-Бегоне́с (фр. Cassagnes-Bégonhès, окс. Cassanhas de Begonhés) — коммуна во Франции, находится в регионе Окситания. Департамент — Аверон. Административный центр кантона Касань-Бегонес. Округ коммуны — Родез.
Код INSEE коммуны — 12057.
Коммуна расположена приблизительно в 530 км к югу от Парижа, в 110 км северо-восточнее Тулузы, в 21 км к югу от Родеза.

## Население
Население коммуны на 2008 год составляло 934 человека.
| 1962 | 1968 | 1975 | 1982 | 1990 | 1999 | 2008 |
| ---- | ---- | ---- | ---- | ---- | ---- | ---- |
| 1296 | 1255 | 1083 | 1023 | 1040 | 983  | 934  |

## Экономика
В 2007 году среди 556 человек в трудоспособном возрасте (15—64 лет) 411 были экономически активными, 145 — неактивными (показатель активности — 73,9 %, в 1999 году было 72,6 %). Из 411 активных работали 382 человека (217 мужчин и 165 женщин), безработных было 29 (12 мужчин и 17 женщин). Среди 145 неактивных 45 человек были учениками или студентами, 55 — пенсионерами, 45 были неактивными по другим причинам.

## Фотогалерея

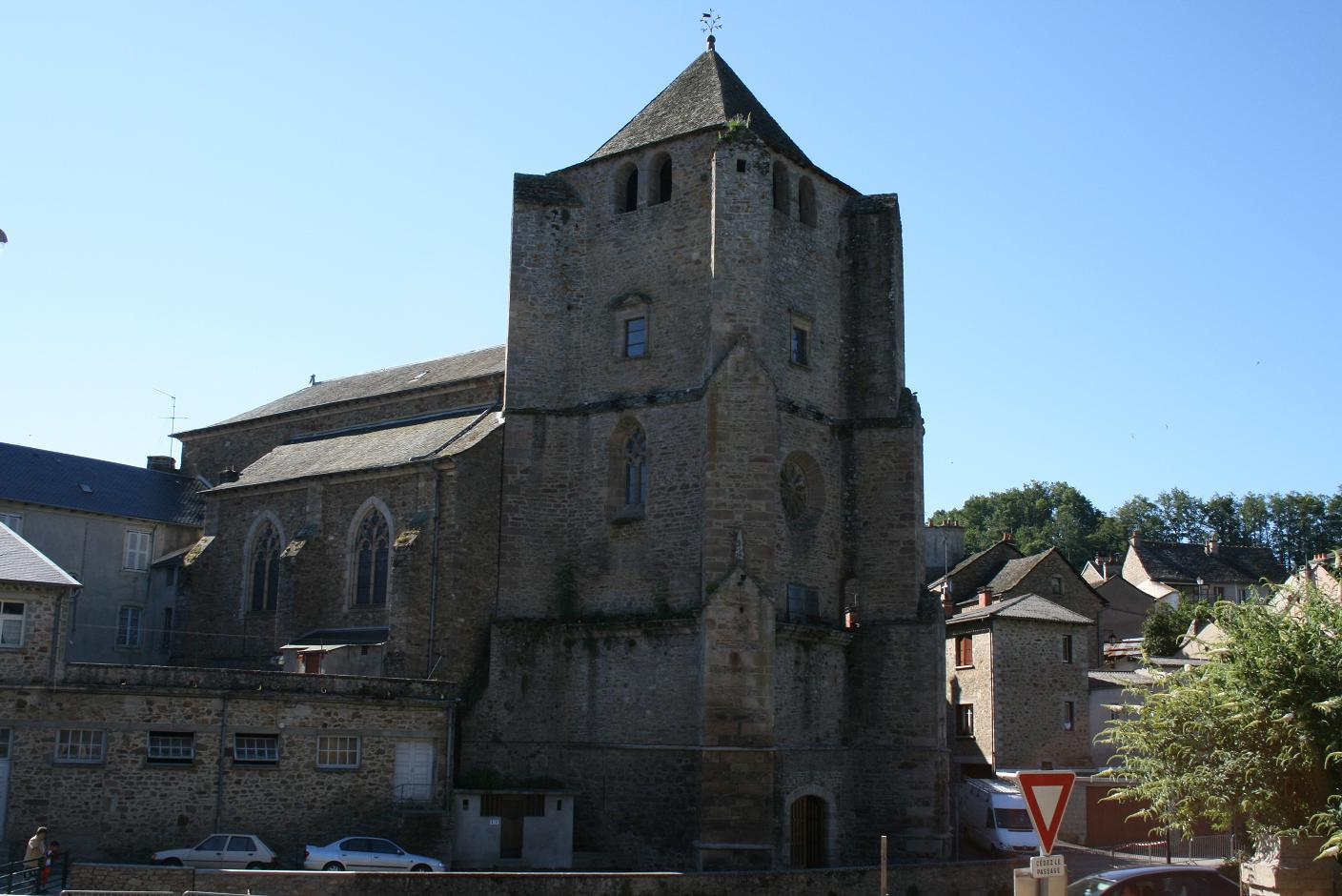
Церковь Кассань
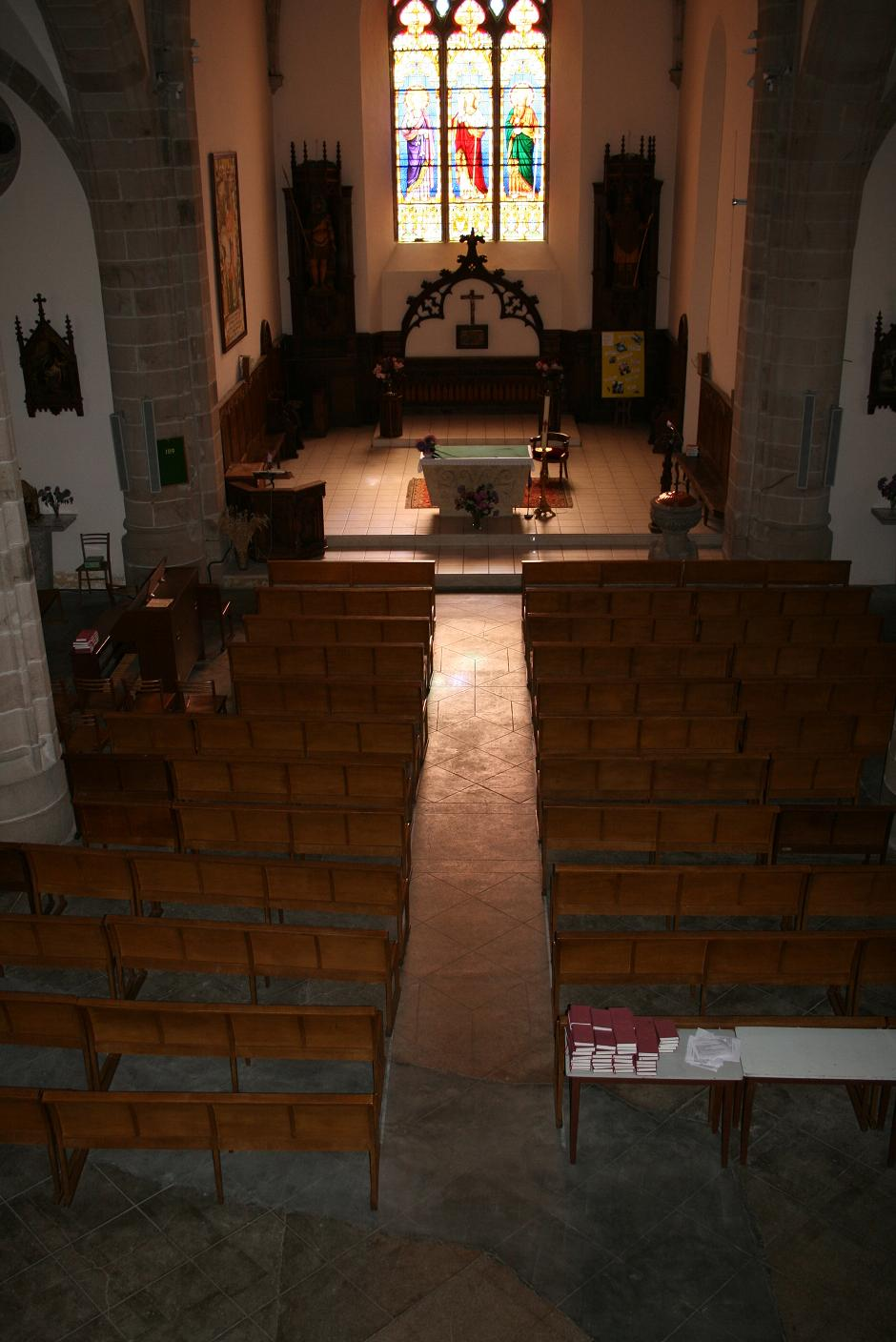
Неф церкви Кассань
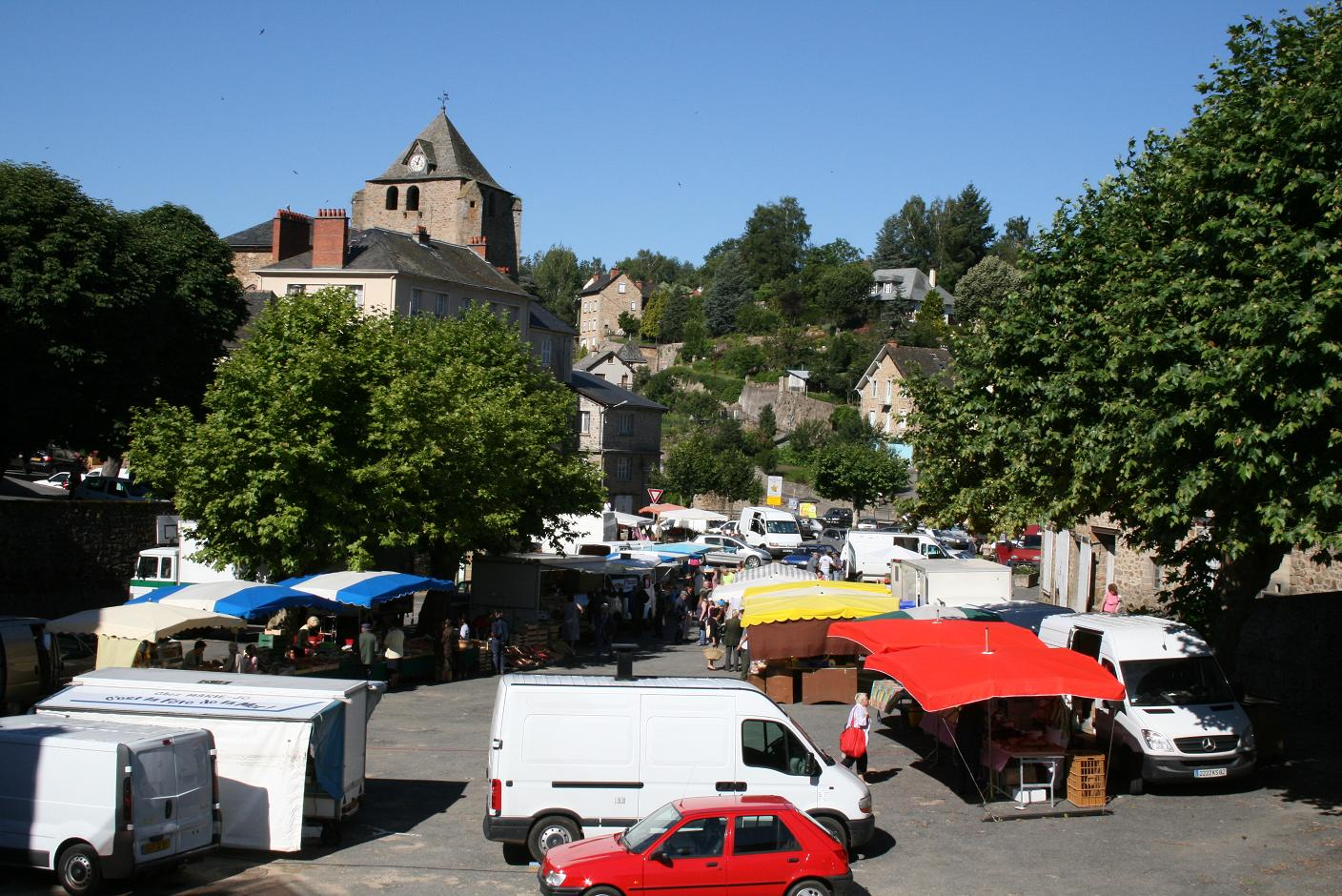
Рынок
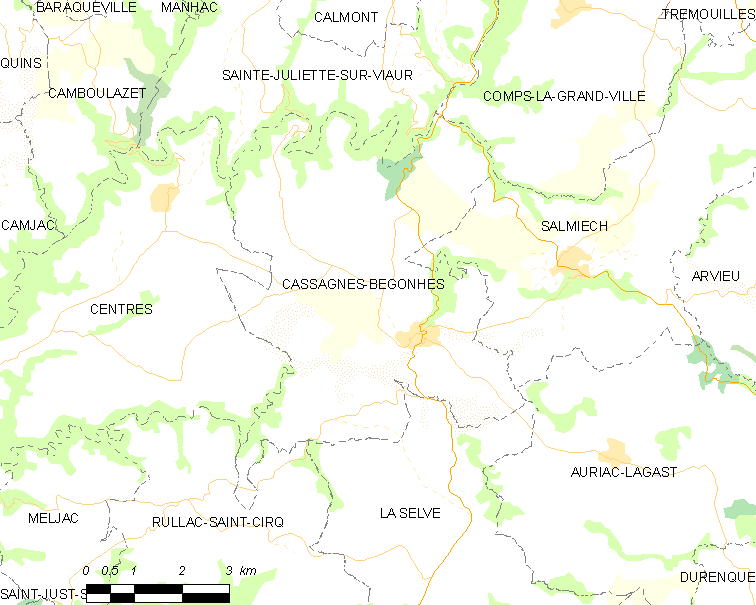
Карта коммуны